# Barbatula sturanyi
Barbatula sturanyi е вид лъчеперка от семейство Nemacheilidae. Видът не е застрашен от изчезване.

## Разпространение
Разпространен е в Албания и Северна Македония.

## Описание
На дължина достигат до 10 cm.